# Jurien de la Gravière (védett cirkáló)
A Jurien de la Gravière a Francia Haditengerészet (Marine nationale) egy védett (páncélfedélzetes) cirkálója volt, mely 1897 és 1903 között épült. Nevét két híres francia tengernagy, apa és fia, Pierre Roch Jurien de La Gravière (1772-1849) és Jean Pierre Edmond Jurien de La Gravière (1812-1892) tiszteletére kapta.

## Pályafutása
A Jurien de la Gravière védett cirkáló építése 1897. november 15-én vette kezdetét az Arsenal de Lorient hajógyárban, vízre bocsátása 1899. június 26-án, szolgálatba állítása a felmerülő technikai problémák miatt azonban csak egy éves csúszással, 1903-ban történt meg. Pályafutása elején a Jurien de la Gravière védett cirkáló először a Távol-Keleten szolgált. Az első világháborúban a Földközi-tengeren vetették be. 1914. augusztus 16-án részt vett az antivari csatában, az SMS Zenta osztrák-magyar védett cirkáló elsüllyesztésében, majd a menekülő SMS Ulan romboló üldözésében.
Később az Otrantói-szoros őrzésében, majd Augustin Boué de Lapeyrère (1852–1924) tengernagy kötelékében Törökország blokádjában és a parti célpontok ágyúzásában vetették be. A nagy háborút az akkor az Oszmán Birodalomhoz tartozó, az antant által éppen megszállt Szíria partjainál fejezte be. 1921. július 27-én vonták ki a szolgálatból, majd 1922-ben leselejtezték és eladták bontásra.

## Dizájn
A Jurien de la Gravière saját kategóriájában a Marine nationale nagyobb méretű védett cirkálói közé tartozott, külső megjelenésében a korszak francia hadihajóinak jellegzetességeit mutatta. Gyengén sikerült egységnek tekinthető, több önmagában is komoly problémával rendelkezett: vértezete a kor színvonalán már elégtelennek minősült, a cirkáló egyszerre volt lassú és gyenge manőverezési képességű, egy teljes fordulat megtételére 2000 méter sugarú körben volt képes, továbbá erős vibráció gyötörte.

## Fegyverzet

### Fő fegyverzet
A cirkáló fő fegyverzete 8 db, egyesével beépített, 70 mm-es lövegpajzzsal védett, 164 mm-es Canon de 164 mm Modèle 1893 L/45 ágyúból állt, 1-1 löveg a hajó orrán és tatján, a fedélzeten, míg 3-3 a test két oldalán, kazamatákban került beépítésre. Magassági szög: (–10°)~(+25°). Az ágyúk 52 kg tömegű lövedéket tüzeltek, 865 m/s torkolati sebességgel, maximum 9000 méter lőtávolságra.

### Másodlagos fegyverzet
A Jurien de la Gravière védett cirkáló másodlagos fegyverzetét 10 db (10 x1) 47 mm-es Canon Hotchkiss à tir rapide de 47 mm L/40 M1885 gyorstüzelő ágyú, 6 db (6 x 1) 37 mm L/20 M1885 revolverágyú és 2 db 450 mm-es torpedó vetőcső alkotta.

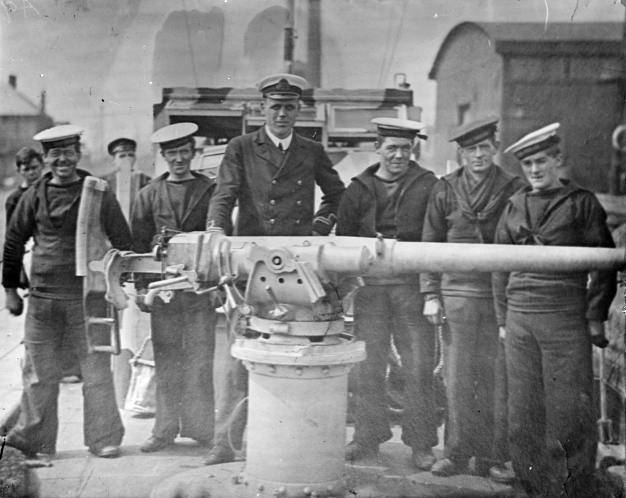
Francia Hotchkiss 47 mm-es gyorstüzelő löveg egy brit hadihajó fedélzetén, 1915-ben. A típus alkotta a Jurien de la Gravière másodlagos fegyverzetét.
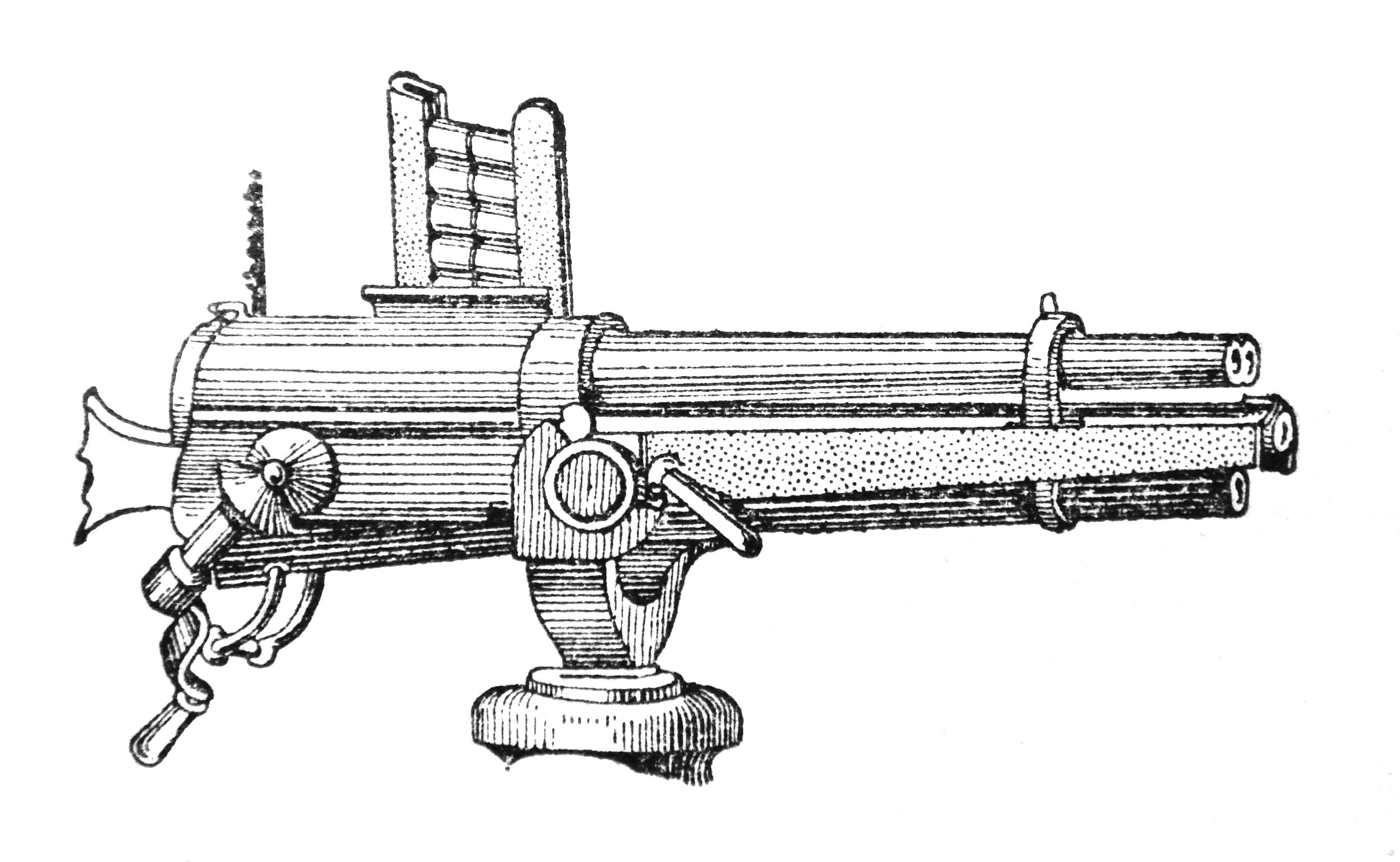
A 37 mm-es L/20 Hotchkiss revolverágyú a Nouveau Larousse illustré enciklopédia 1897-es kiadásából.

## Páncélzat

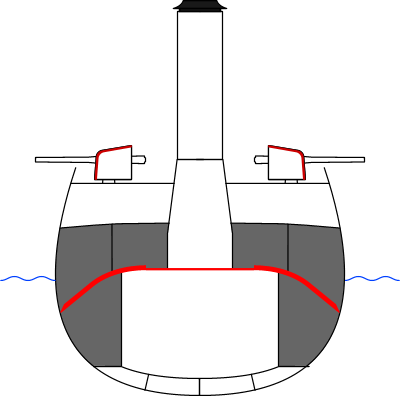
Védett, avagy páncélfedélzetes cirkáló hajótestének sematikus, keresztmetszeti rajza. A páncélfedélzetet és a lövegpajzsok vértezetét piros vonal jelzi. A szürke mezők szénraktárak, melyek feltöltött állapotban védelemül is szolgálnak a becsapódó gránátok ellen. Jellemző, hogy a páncélfedélzet a lehajló pereménél a legvastagabb. A felső szénraktár hosszában van elválasztva, először mindig a belsőkből látták el a kazánokat. Szintén jól látható a kettős hajófenék. A Jurien de la Gravière rendelkezett egy második, felső 25 mm-es páncélfedélzettel is.

A Jurien de la Gravière védett cirkáló két páncélfedélzettel rendelkezett. A felső 25 mm vastagságú, az alsó, a fő páncélfedélzet 55 mm a hajó közepén, az orr és a tat felé haladva azonban 35 mm-re csökkent, ennek lehajló pereme pedig középen 65 mm-es, míg az orr és a tat felé 55 mm-re vékonyodott. A két páncélfedélzet közötti részen széntárolók és raktárak kaptak helyt. A 70 mm-es lövegpajzzsal védett 163 mm-es ágyúk lőszerszállító aknáit 25 mm-es, kazamatáikat 45 mm-es páncélzat oltalmazta. A parancsnoki torony kis méretű harcálláspontja 100 mm-es vértezetet kapott.

## Hajtómű
A Jurien de la Gravière hajtóműve 3 db háromszoros expanziós VTE gőzgépből, és 24 db Guyot du Temple-kazánból állt, teljesítménye 17 400 LE. a hajó maximális sebessége 22.9 csomó, hatósugara 6150 tengeri mérföld 10 csomós sebesség mellett. Az üzemanyag 886 t szén.